# سنجاب آفتاب گامبیایی
سنجاب آفتاب گامبیایی (نام علمی: Heliosciurus gambianus) نام یک گونه از سرده سنجاب آفتاب است.